# Sensenruth
Sensenruth [sɑ̃sɑ̃ʀy] (wallon : Sansanrë) est une section et un village de la ville belge de Bouillon située en Région wallonne dans la province de Luxembourg. C'était une commune à part entière avant la fusion des communes de 1977.

## Démographie
- Source: INS recensements population
- 1846: Scission de Ucimont

## Histoire
Lorsque l'ancien duché de Bouillon fut réuni à la France, Sensenruth est affecté au canton de Bouillon, avec le statut de commune, par le décret du 4 brumaire an IV modifié par le Conseil des Cinq-Cents, le 26 fructidor an IV.
Cette commune fut affectée au Royaume des Pays-Bas par le Traité de Paris (1815).
Il compte le hameau de Briahan.
Jean-Paul Couvert, l'un des derniers fabriquants de tabac de la Semois, y vit.

## Patrimoine et culture

### Patrimoine architectural
Son église Saint-Lambert est remarquable et fait l'objet d'une fiche wallonne.